# Craig McCaw

Craig McCaw

Craig McCaw (* 11. August 1949 in Centralia, Washington) ist ein US-amerikanischer Manager.

## Leben
McCaw studierte an der Stanford University. McCaw gründete das Unternehmen McCaw Cellular, das er an das Telekommunikationsunternehm AT&T 1994 veräußerte. In erster Ehe war er mit der Journalistin Wendy McCaw verheiratet. In zweiter Ehe heiratete er die Diplomatin Susan Rasinski McCaw, mit der er drei Kinder hat.